# Al-Mismijja
Al-Mismijja (arab. المسمية) – miasto w Syrii, w muhafazie Dara. W 2004 roku liczyło 1498 mieszkańców.